# Declaración de la yihad por el Imperio otomano

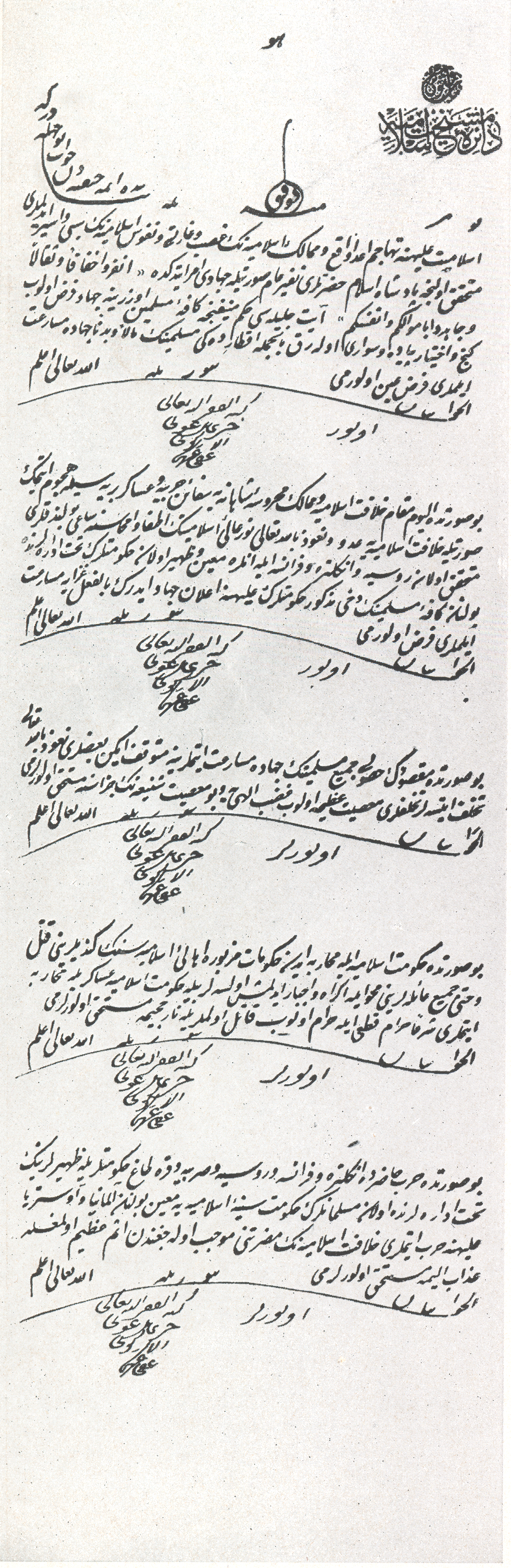
Documento oficial.

La declaración de la yihad por el Imperio otomano se emitió en noviembre de 1914, durante la Primera Guerra Mundial. Inicialmente se redactó el 11 y se leyó públicamente por primera vez frente a una gran multitud el 14 de noviembre en todo el país. El texto original estaba en turco otomano.

## Resultado
En un artículo de 2017, se concluyó que la declaración, así como la propaganda de la yihad anterior, tuvo un fuerte impacto en la obtención de la lealtad de las tribus kurdas, que desempeñaron un papel importante en los genocidios armenios y asirios.
Las tribus árabes de Mesopotamia estaban inicialmente entusiasmadas con la yihad. Sin embargo, tras las victorias británicas en la campaña de Mesopotamia en 1914 y 1915, el entusiasmo declinó y algunos jefes como Mudbir al-Far'un adoptaron una postura más neutral, si no probritánica.
Había esperanzas y temores de que los musulmanes no turcos se pusieran del lado de la Turquía otomana, pero según algunos historiadores, el llamamiento no "[unió] al mundo musulmán", y los musulmanes no se volvieron contra sus comandantes musulmanes en las fuerzas aliadas. Sin embargo, otros historiadores señalan, el levantamiento de los sanusíes en Cirenaica, Egipto, Tripolitania y Túnez, el levantamiento de los tuaregs en Níger, la guerra de Volta-Bani en el África occidental francesa, la revuelta del Turquestán Ruso de 1916, la revuelta de los Basmachí entre 1916 y 1926, el Alzamiento de Kokand entre 1917 y 1918 y el motín de Singapur de 1915, alegando que la convocatoria tuvo un impacto considerable en los musulmanes de todo el mundo.
La guerra llevó al final del califato cuando el Imperio Otomano entró del lado de los perdedores de la guerra y se rindió al aceptar condiciones "brutalmente punitivas". Estos fueron revocados por el popular héroe de guerra Mustafa Kemal Atatürk que se negó a firmar La Paz con la Entente y decidió continuar la guerra hasta que derrotando a franceses, armenios, griegos y británicos firmó una paz mucho menos punitiva en 1923, recuperando amplios territorios. Ataturk, quien también era un secularista, abolió el califato.